# Уастеки

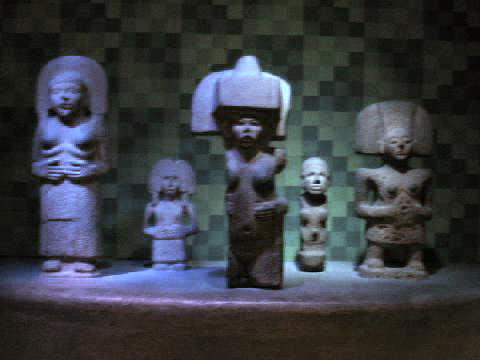
Каменные скульптуры уастеков

Уасте́ки или хуасте́ки (исп. Huastecos, Huaxtecos) — индейский народ в Мексике, относящийся к языковой группе майя. Населяет северную часть восточного побережья страны, к северу от территорий тотонаков. Уастеки хоть и являются майя, но необычны тем, что обитают далеко от регионов, заселённых остальными майя и после того, как откололись от них примерно в 1300 году до н.э.,  и жили тысячи лет в изоляции, не имея возможности принимать участие в культурном обмене между государствами майя. По этой причине уастеки сохранили архаические черты, типичные для майя в доклассический период Мезоамерики; им остались неизвестными ни письменность, ни календарь, ни архитектурные элементы, типичные для остальных народов майя. Об раннем отделении от основной группы майя говорят и данные уастекского языка, в наибольшей степени отличного от других майяских языков. На искусство и скульптуру уастеков повлияли культуры прибрежных районов мексиканского залива.
Из-за культурной отсталости уастеки становились жертвами унизительных предрассудков и стереотипов, например, ацтеки считали их плохо одетыми дикарями, пьяницами и содомитами, которые, однако, были опытными в колдовстве. В противостоянии военной экспансии атцтеков уастеки проявили себя как отважные и жестокие воины. Они воевали голыми и в качестве трофеев отрезали павшим врагам головы. Ацтекам, а впоследствии и испанцам, никогда не удавалось полное покорение этого народа. Архитектура у уастеков была очень простая и незамысловатая. Одной из её характеристик являются круглые фундаменты или дома с округлёнными углами.
Приблизительно в 1450 году уастеки были покорены ацтекской армией под предводительством Монтесумы I. С этого времени они были обязаны выплачивать Теночтитлану дань, но им позволили сохранить значительную степень независимости в самоуправлении. Уастеки были покорены испанцами между 1519 и 1530 гг. С появлением Католической церкви в регионе их заставили носить одежду.
Сегодня в штатах Веракрус и Сан-Луис-Потоси живут около 60 тысяч уастеков, которые занимаются главным образом земледелием.